# Доброшане
Доброшане (мкд. Доброшане) је насеље у Северној Македонији, у северном делу државе. Доброшане припада општини Куманово.

## Географија
Доброшане је смештено у северном делу Северне Македоније. Од најближег града, Куманова, село је удаљено 5 km јужно.
Село Доброшане се налази у историјској области Жеглигово, на приближно 310 метара надморске висине. Подручје око насеља је равничарско. Јужно од насеља протиче река Пчиња.
Месна клима је континентална са слабим утицајем Егејског мора (жарка лета).

## Прошлост
У месту "Добршане", пописано је фебруара 1896. године 18 српских кућа.

## Становништво
Доброшане је према последњем попису из 2002. године имало 1.655 становника.
Савремени етнички састав:
| Националност | 1994. год.    | 2002. год.    |
| Македонци    | 1.298 (93,8%) | 1.571 (94,9%) |
| Цинцари      | 38 (2,7%)     | 39 (1,3%)     |
| Цигани       | 28 (2,0%)     | 24 (1,5%)     |
| Срби         | 19 (1,4%)     | 17 (1,0%)     |
| остали       | 0 (0,0%)      | 4 (0,2%)      |
| УКУПНО       | 1.384         | 1.655         |

Претежна вероисповест месног становништва је православље.